# Кекен-Васильєвка
Кеке́н-Васи́льєвка (рос. Кекен-Васильевка, башк. Кәкән-Васильевка) — село у складі Міякинського району Башкортостану, Росія. Входить до складу Кожай-Семеновської сільської ради.
Населення — 303 особи (2010; 362 в 2002).
Національний склад:
- чуваші — 96%